# Liophis elegantissimus
Liophis elegantissimus este o specie de șerpi din genul Liophis, familia Colubridae, descrisă de Koslowsky 1896. Conform Catalogue of Life specia Liophis elegantissimus nu are subspecii cunoscute.